# Kopernikusschule Freigericht

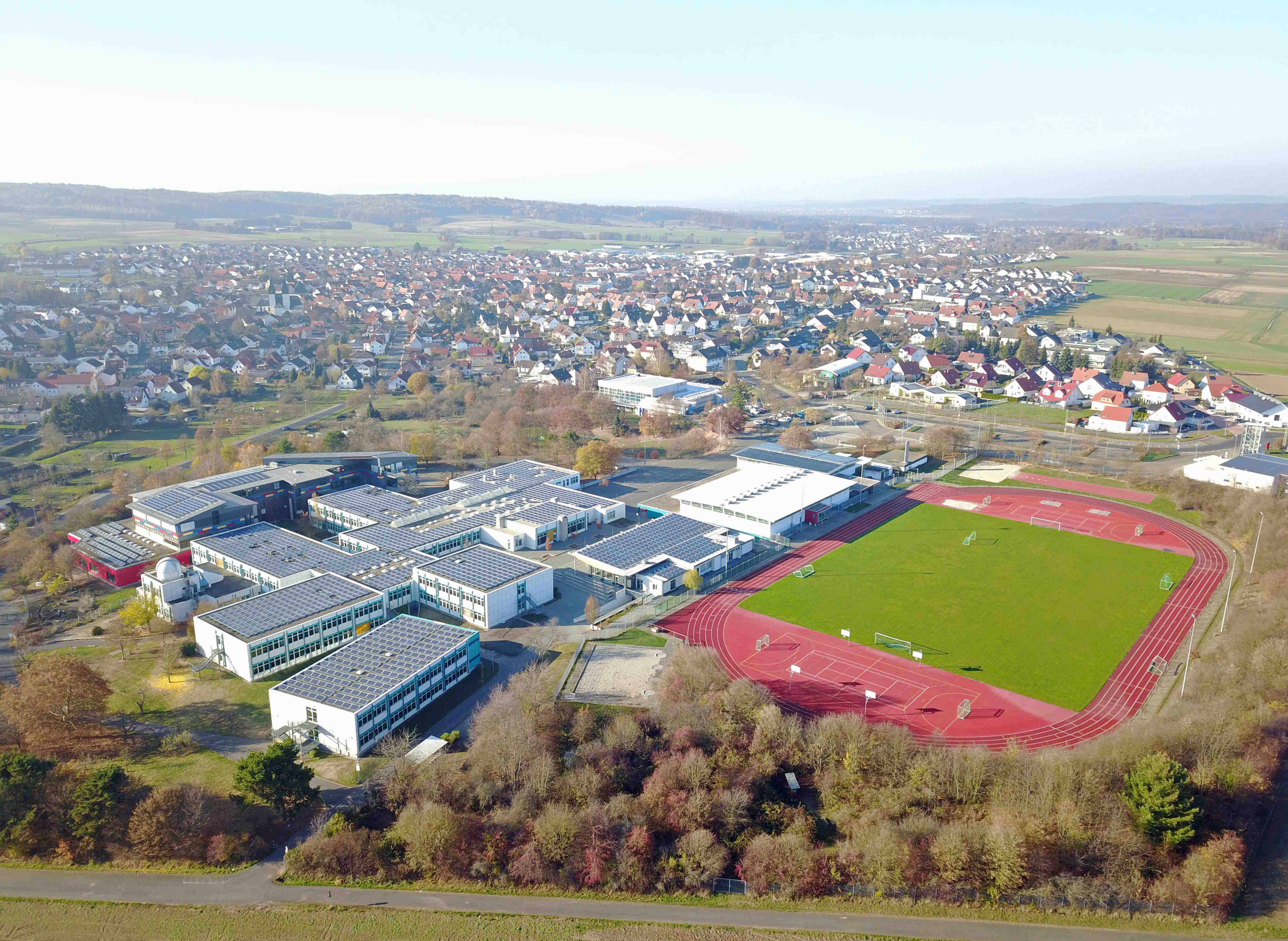
Kopernikus-Schule mit Blick auf Freigericht-Somborn

Die Kopernikusschule Freigericht (kurz KSF), eine kooperative Gesamtschule, ist eine von Deutschlands größten allgemeinbildenden Schulen und liegt im hessischen Freigericht. An ihr werden ca. 2500 Schüler in den Zweigen Hauptschule, Realschule, Gymnasium und Gymnasiale Oberstufe unterrichtet. Schulträger ist der Main-Kinzig-Kreis, Schulleiter ist Ulrich Mayer.

## Geschichte
Die KSF ging 1971 aus dem Bischöflichen Progymnasium (Leonard-Heid-Schule) in Somborn hervor. Der Gebäudekomplex der Schule wurde ab dem Frühjahr 1971 gebaut und entsprechend der stetig steigenden Schülerzahl kontinuierlich erweitert. Seit 1991 trägt sie den Namen „Kopernikusschule“ und seit 1992 ist sie eine von Hessens ersten Europaschulen. 1972 legten erstmals 15 Schüler die Abiturprüfung an der damaligen „Gesamtschule Freigericht“ ab, mittlerweile sind es regelmäßig weit über 100 pro Jahr. Die KSF bietet eine Ganztagsbetreuung an und erhielt 2006 eine neue „Mensa“, um die Schüler mit warmen Mahlzeiten versorgen zu können.

### Leonard-Heid-Schule
Vorgänger der Kopernikusschule war das am 16. Mai 1946 gegründete Bischöfliche Progymnasium, später Leonard-Heid-Schule. Mit dieser Schule konnten die Freigerichter Schüler erstmals im Ort eine höhere Schule besuchen, was vorher nur in der Domstadt Fulda möglich und mit entsprechenden Kosten verbunden war. 1946 wurde der Schulbetrieb mit einer Sexta und einer Quinta mit 50 Schülern begonnen, die ein Schulgeld von 20 Mark pro Monat zu zahlen hatten. Als Schulgebäude diente ein Haus am Somborner Sportplatz, das aufgrund stetig steigender Schülerzahlen mehrfach umgebaut und erweitert wurde. Trotz der katholischen Trägerschaft waren von Anfang an auch Schüler anderer Konfessionen zugelassen, die ihren eigenen Religionsunterricht erhielten. Am 1. April 1955 wurde das Bischöfliche Progymnasium Somborn zur staatlich anerkannten Privatschule.
Im Herbst 1968 ging die Trägerschaft auf den Landkreis Gelnhausen über, der die Schule offiziell als Außenstelle des Grimmelshausen-Gymnasiums Gelnhausen führte, ihr aber volle innere Souveränität gewährte. Die Schule wurde ab dem Schuljahr 1969/70 zur Vollanstalt ausgebaut, sodass auch das Ablegen der Abiturprüfung ermöglicht wurde.

## Europaschule
Neben dem üblichen Unterricht werden in der Kopernikusschule weitere Kurse mit europäischer Ausrichtung angeboten, z. B. Austausche mit Schulen in Europa und den USA, Auslandspraktika, bilingualer Unterricht auf Deutsch und Englisch, Geschichte und Erdkunde auf Französisch. Seit 2006 kann das AbiBac an der Kopernikusschule erreicht werden.

## Schulleiter
Erster Schulleiter der KSF (damals noch Gesamtschule Freigericht) war von 1971 bis 1989 der letzte Leiter der Leonard-Heid-Schule, Helmut Zwergel. Sein Nachfolger wurde (bis zur Pensionierung 2001) Dr. Willi Müller, selbst ehemaliger Schüler des Progymnasiums. Bis 2015 leitete Anna-Maria Dörr, ehemals pädagogische Leiterin, die Kopernikusschule. Seit dem Schuljahr 15/16 ist Ulrich Mayer Schulleiter an der KSF.

## Gruppen
In der KSF gibt es fünf Chöre:
- die Chorklasse der Klassen G5c und R5c
- den Chor der Jahrgänge 5 und 6
- den Chor der Jahrgänge 7 bis 9
- den Oberstufenchor
- das Mädchenensemble

zwei Bläserklassen:
- die Bläserklasse der Klassen G5b und R5b
- die Bläserklasse der Klassen G6b und R6b

Weiterhin gibt es folgende musikalische Gruppen:
- eine Rockband und die neu gegründete Jazz- und Bigband.

## Sternwarte
Die KSF verfügt über eine eigene Sternwarte, die sowohl im naturwissenschaftlichen Unterricht wie auch für schulfremde Veranstaltungen durch den „Astronomischen Arbeitskreis Freigericht e. V.“ genutzt wird.

## Schülerzeitung
Über die Grenzen Freigerichts hinaus erlangte die Schülerzeitschrift Teleskop einen gewissen Bekanntheitsgrad, als sie im Jahre 1998 vom Nachrichtenmagazin Der Spiegel mit einem Sonderpreis als „Knüllerblatt“ ausgezeichnet wurde.
Verschiedene Schülerzeitungen der KSF im Überblick:

aktuelle: Der Astronaut

2000–2006: Impuls

1995–2000: Teleskop – Das aktuelle Jugendmagazin

1984–1994: Bunkerblatt

1977–1983: Schwarzwurz

Ende der 1990er-Jahre existierte kurzfristig parallel eine „Schulzeitung“ namens Sterngucker, die sich vom Teleskop sowohl drucktechnisch wie auch inhaltlich unterschied und nach kurzer Zeit wieder eingestellt wurde.
Nachdem es mehrere Jahre keine Schülerzeitung gab, wird heute wieder an einer gearbeitet. Der Astronaut, veröffentlicht von der Schülerzeitungs-AG, erscheint vorerst nur online und nahm 2010/11 wieder am Spiegel-Wettbewerb teil.

## Schulsanitätsdienst
Seit einigen Jahren gibt es an der Kopernikusschule in Freigericht einen Schulsanitätsdienst. Der Schulsanitätsdienst ist dafür da, effektiv bei Notfällen oder Krankheiten in der Schule Erste Hilfe zu leisten.

## Wichtige Persönlichkeiten an der Schule
- Karlheinz Diez (* 1954), Weihbischof in Fulda
- Sascha Raabe MdB (* 1968), ehemaliger Bürgermeister von Rodenbach
- Rüdiger Bachmann (* 1974), Professor für Makroökonomik an der University of Notre Dame
- Marcos Alvarez (* 1991), Fußballspieler beim VfL Osnabrück